# Squash aux Jeux asiatiques de 2006
Les épreuves de squash aux Jeux asiatiques de 2006 se déroulent du 10 au 14 décembre 2006 au Khalifa International Tennis and Squash Complex, à Doha, au Qatar. Deux épreuves de squash figurent au programme, une masculine et une féminine. Chacune se déroule sous la forme d'un tournoi. 

## Liste des épreuves
- Tournoi asiatique féminin
- Tournoi asiatique masculin

## Tableau des médailles
|          | Squash aux Jeux Asiatiques de 2006 |    |        |        |       |
| Position | Pays                               | Or | Argent | Bronze | Total |
| Position | Pays                               |    |        |        | Total |
| 1        | Malaisie                           | 2  | 1      | 1      | 4     |
| 2        | Hong Kong                          | 0  | 1      | 1      | 2     |
| 3        | Inde                               | 0  | 0      | 1      | 1     |
| 3        | Pakistan                           | 0  | 0      | 1      | 1     |

## Tournoi asiatique féminin
| Médaille | Nom          | Pays      |
| -------- | ------------ | --------- |
|          | Nicol David  | Malaisie  |
| Argent   | Rebecca Chiu | Hong Kong |
| Bronze   | Mak Pui Hin  | Hong Kong |
| Bronze   | Sharon Wee   | Malaisie  |

## Tournoi asiatique masculin
| Médaille | Nom                 | Pays     |
| -------- | ------------------- | -------- |
|          | Ong Beng Hee        | Malaisie |
| Argent   | Mohd Azlan Iskandar | Malaisie |
| Bronze   | Saurav Ghosal       | Inde     |
| Bronze   | Mansoor Zaman       | Pakistan |